# Сирійський народний опір
Сирійський народний опір — сирійське угруповання бойовиків-алавітів, яке було утворене у грудні 2024 року невдовзі після падіння режиму Башара Асада. Здебільшого протистоїть перехідному уряду Сирії.

## Історія
Сирійський народний опір був створений у грудні 2024 року після падіння режиму Асада, 30 грудня 2024 року вони опублікували заяву, в якій заявили, що поклялися вбити лідерів угруповання Хайат Тахрір аш-Шам, солдатів Ізраїлю, військових США та НАТО.
Сирійський народний опір за допомогою «Хезболли» активно збирає кошти за допомогою різних криптовалют, зокрема біткойнта ефіру.
Повстанці заявили, що їхні погрози атакувати ХТШ є відповіддю на акції проти християн, шиїтів та алавітів.

## Активність
6 січня 2025 року Сирійський народний опір (СНР) влаштував засідку на підрозділи ХТШ у Латакії.
13 січня 2025 року Сирійський народний опір заявив, що атакував і вбив 35 бійців Хайат «Тахрір аш-Шам» у західному Хомсі недалеко від лівано-сирійського кордону.
16 січня 2025 року СНО оголосив, що проти «Хайят Тахрір аш-Шам» та інших філій угруповання відбуватимуться нові напади.
6 лютого 2025 року колишні військовослужбовці 25-го загону спеціального призначення Сирійської арабської армії на чолі з Мукдадом Фатіхою створили Бригаду берегової охорони у складі Сирійського народного опору.